# Ens (Francja)
Ens – miejscowość i gmina we Francji, w regionie Oksytania, w departamencie Pireneje Wysokie.
Według danych na rok 1990 gminę zamieszkiwało 18 osób, a gęstość zaludnienia wynosiła 5 osób/km² (wśród 3020 gmin regionu Midi-Pireneje Ens plasuje się na 1045. miejscu pod względem liczby ludności, natomiast pod względem powierzchni na miejscu 1602.).